# گیکهار سونا
گیکهار سونا (به انگلیسی: Gekkhar Suna) یک شهر در پاکستان است که در اسلام‌آباد واقع شده‌است. گیکهار سونا ۵۴۸ متر بالاتر از سطح دریا واقع شده‌است.